# Большая земля (фильм)
«Большая земля» — советский художественный фильм 1944 года. Восстановлен на киностудии им. Горького в 1974 году. В США демонстрировался под названием «Уральский фронт» («The Ural Front»).

## Сюжет
Началась Великая Отечественная война. Август 1941 года. В одном городке на Урале женщины провожают своих мужей на войну. Теперь они остались одни и должны сами справиться со всеми делами. Главная героиня фильма Анна проявляет волю и нужные сейчас организаторские способности.
На Урал эвакуируют промышленность, а вместе с оборудованием прибывают и люди из мест, где ведутся или скоро могут начаться боевые действия. Эти люди стали беженцами, их нужно приютить. Анна берёт в свой дом семью — женщину с детьми, остальные тоже следуют её примеру.

## В ролях
- Тамара Макарова — Анна Ивановна Свиридова
- Виктор Добровольский — Николай Петрович Аникеев, директор завода
- Владимир Соловьёв — Егор Степанович Свиридов, муж Анны Ивановны
- Софья Халютина — Мария Гавриловна Свиридова, мать Егора Степановича
- Сергей Блинников — Пётр Фёдорович Приходько
- Георгий Ковров — Василий Черных
- Марк Бернес — Алексей Васильевич Козырев
- Пётр Алейников — Костя Коротков
- Вера Алтайская — Антонина Ушакова
- Николай Коновалов — Иван Андреевич Курочкин, инженер

## Съёмочная группа
- Автор сценария: Сергей Герасимов
- Режиссёр: Сергей Герасимов
- Оператор: Владимир Яковлев
- Художник: Иван Степанов